# Sodo

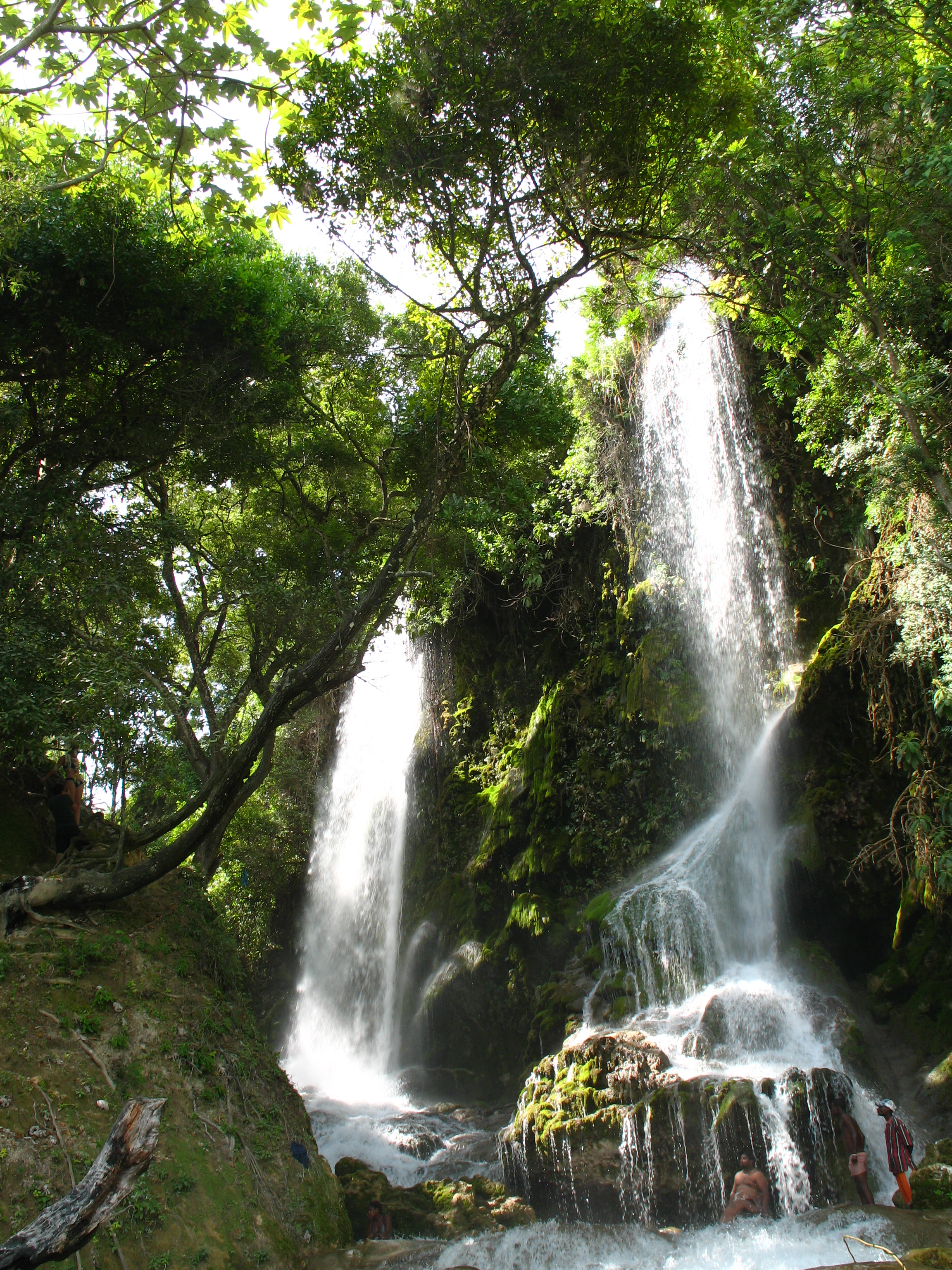
Der Wasserfall im Zentrum der Pilgerstätte

Sodo (französisch Saut-d’Eau oder seltener Saut-Deau, wörtlich Wasserfall) ist der kreolische Name eines Wallfahrtsortes der Voodoo-Religion und der römisch-katholischen Kirche in Haiti.

## Ortschaft
Die Gemeinde Saut-d’Eau liegt im Arrondissement Mirebalais, das seinerseits einen Teil des gebirgigen Département Centre im Osten Haitis bildet. Saut-d’Eau hat etwa 40.000 Einwohner. Die Gemeinde liegt 65 km von der Hauptstadt Port-au-Prince und 18 km von der Arrondissementshauptstadt Mirebalais entfernt.

## Geschichte
Die Website der Gemeinde nennt folgende historische Eckdaten:
- 1848: Angebliche Erscheinung von Maria oder Ezilie
- 1898: Ausweitung des Pilgerverkehrs
- 1905: Errichtung der Pfarrgemeinde Ville Bonheur
- 1926: Erhebung des Dorfes in den Rang einer Gemeinde
- 1932: Brand in der Wallfahrtskapelle
- 1933: Baubeginn der neuen Pfarrkirche
- 1971: Umbau der Pfarrkirche
- 2006: Erhebung der Gemeinde in den Rang eines Wahlkreises

## Wallfahrtsort zweier Religionen
Der Wasserfall, dem Sodo seinen Namen verdankt, stellt sowohl im Voodoo als auch für die römisch-katholische Kirche einen bedeutenden Wallfahrtsort dar. Zahlreiche Haitianer praktizieren sowohl Voodoo als auch den Katholizismus.

### Voodoo-Wallfahrt
Am 16. Juli 1841 oder 1848 soll Ezilie Freda, eine im Voodoo verehrte wohltätige Loa (Geistwesen), am Wasserfall in Sodo einem Mann namens Fortuné erschienen sein, als dieser ein entlaufenes Pferd suchte. Seitdem gilt Sodo als Wallfahrtsort für Voodoo-Gläubige, die dort Besessenheit mit den Geistwesen anstreben. Außer Ezilie ist Sodo auch Damballah, dem höchsten wohltätigen Geistwesen im haitianischen Voodoo, heilig. Die Gläubigen entkleiden sich dabei bis auf die Unterwäsche und baden im Verlauf eines Reinigungsrituals inner- und unterhalb des Wasserfalls. Die Teilnahme ist allen Besuchern freigestellt und wird begrüßt, Unterkunft ist nur privat möglich. Vertreter evangelikaler Gruppen sind in Sodo aktiv und bekämpfen die Voodoo-Religion. Zum 24. Juli ziehen die Voodoo-Pilger weiter nach Plèn dinò im Norden Haitis, wo der kriegerische Loa Ogoun verehrt wird. Diese Verehrung wird bisweilen fälschlich als Teufelsanbetung wahrgenommen.

### Christliche Pilgerfahrt
Da Erzulie mit Maria gleichgesetzt wurde, ist Sodo auch für die römisch-katholische Kirche ein Wallfahrtsort und eine Marienerscheinungsstätte. Jedes Jahr am 16. Juli findet daher eine große christliche Wallfahrt mit etwa 50.000 Pilgern statt. Christliche Pilger verehren Maria in Sodo nicht als Ezilie (Erzulie), sondern als Unsere Liebe Frau auf dem Berge Karmel, in dieser Eigenschaft Schutzpatronin der Ordensgemeinschaft der Karmeliten und auch des Landes Haiti.

### Protestantische Kirchen
In Sodo sind auch, mit Stand Januar 2015, 15 protestantische Kirchen unterschiedlicher Denominationen präsent. Zur örtlichen Marien- und Loaverehrung haben sie keinen Bezug.

## Sodo im Film
Wes Cravens Horrorfilm Die Schlange im Regenbogen nimmt Bezug auf behauptete Erscheinungen der Loa Ayida und Damballah in Sodo.